# Jelle Maas

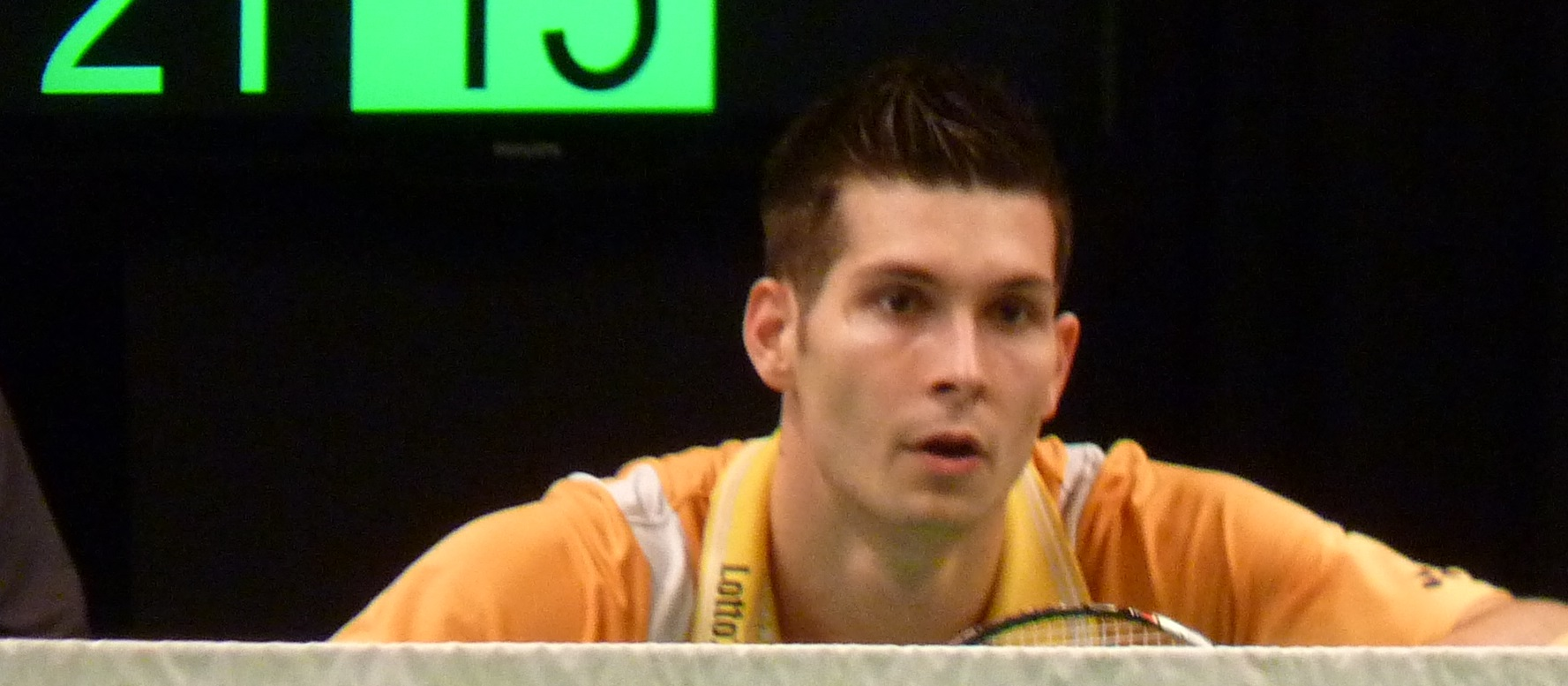
Jelle Maas

Jelle Maas (* 21. Februar 1991 in Oosterhout) ist ein niederländischer Badmintonspieler.

## Karriere
Jelle Maas siegte 2010 bei den Slovak International im Herrendoppel mit Jacco Arends. Mit ihm wurde er 2012 auch niederländischer Meister. Bei der Europameisterschaft desselben Jahres wurden beide Neunte.

## Sportliche Erfolge
| Saison | Veranstaltung                      | Disziplin    | Platz | Name                       |
| ------ | ---------------------------------- | ------------ | ----- | -------------------------- |
| 2010   | Slovak International               | Herrendoppel | 1     | Jacco Arends / Jelle Maas  |
| 2010   | Czech International                | Mixed        | 2     | Jelle Maas / Iris Tabeling |
| 2012   | Niederlande: Einzelmeisterschaften | Herrendoppel | 1     | Jacco Arends / Jelle Maas  |
| 2012   | Europameisterschaft                | Herrendoppel | 9     | Jacco Arends / Jelle Maas  |
| 2012   | Norwegian International            | Herrendoppel | 2     | Jacco Arends / Jelle Maas  |
| 2013   | Swedish International Stockholm    | Herrendoppel | 1     | Jacco Arends / Jelle Maas  |